# Aquilegia kubanica
Aquilegia kubanica är en ranunkelväxtart som beskrevs av I.M. Vasil'eva. Aquilegia kubanica ingår i släktet aklejor, och familjen ranunkelväxter. Inga underarter finns listade i Catalogue of Life.